# Lachhmangarh Sīkar
Lachhmangarh Sīkar är en ort i Indien.   Den ligger i distriktet Sīkar och delstaten Rajasthan, i den nordvästra delen av landet, 230 km väster om huvudstaden New Delhi. Lachhmangarh Sīkar ligger 365 meter över havet och antalet invånare är 48 142.
Terrängen runt Lachhmangarh Sīkar är platt. Runt Lachhmangarh Sīkar är det tätbefolkat, med 343 invånare per kvadratkilometer. Lachhmangarh Sīkar är det största samhället i trakten. Trakten runt Lachhmangarh Sīkar består till största delen av jordbruksmark.